# Wöllmen
Wöllmen is een plaats in de Duitse gemeente Jesewitz, deelstaat Saksen.

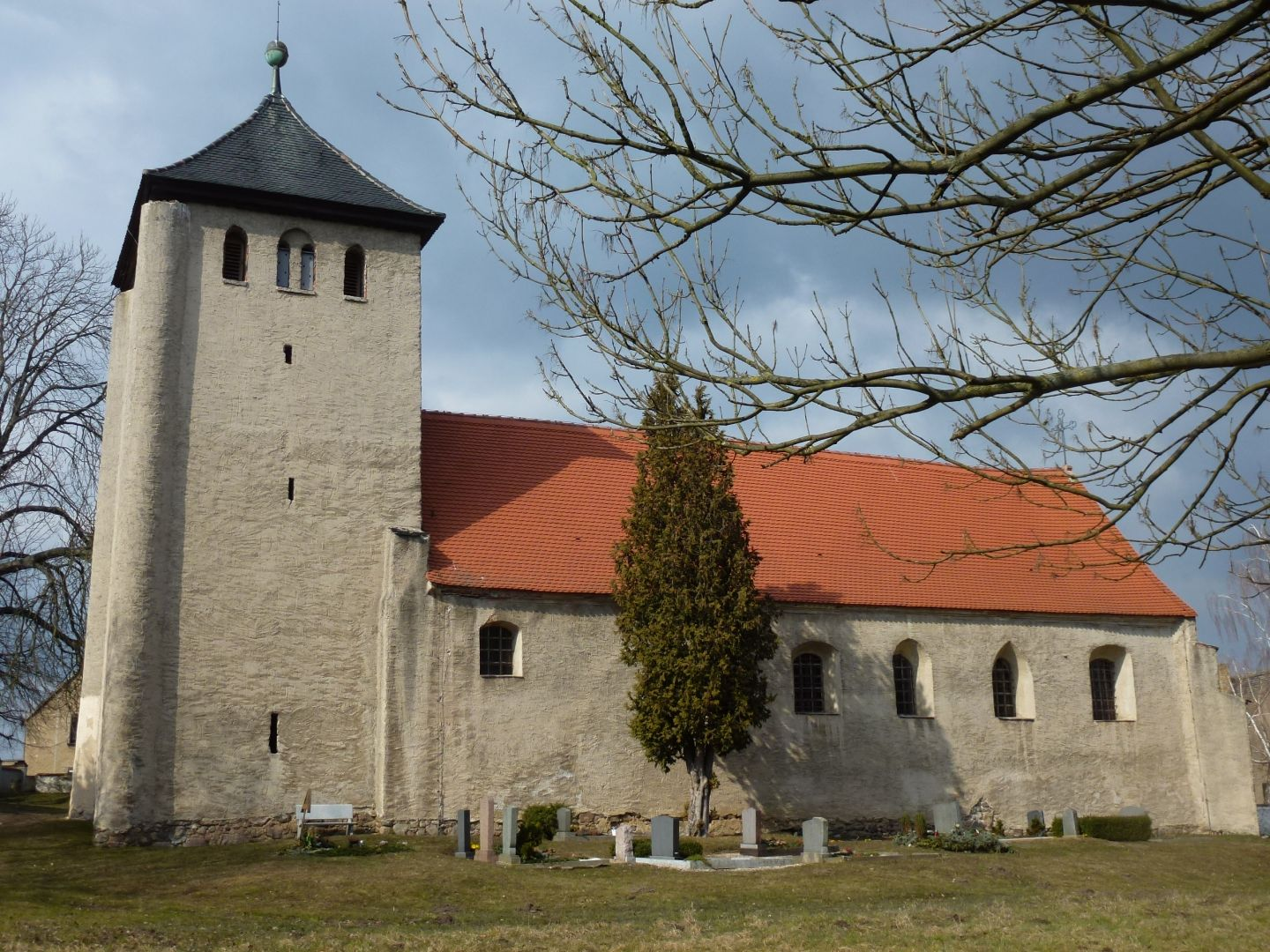